# 伊香保バスターミナル
伊香保バスターミナル（いかほバスターミナル）は、群馬県渋川市伊香保町にあるバスターミナルである。待合所･乗務員休憩所を併設する。

## 概要
伊香保温泉に乗り入れるほとんどの路線バス･高速バスが発着する（JRバス関東系路線を除く）。

## 路線
- 1番乗り場 (関越交通)
  - 伊香保線(上り) : 伊香保温泉 - グリーン牧場 - 渋川駅 - 渋川医療センター･赤城自然園
  - 伊香保線(下り) : 渋川駅 - グリーン牧場 - 伊香保温泉 - 伊香保榛名口
  - アザレア号 : 伊香保温泉 - 前橋 - 高崎 - 藤岡 - 成田空港
  - 上州湯けむりライナー 伊香保･四万温泉号 : 新越谷 - 川越 - 伊香保 - 四万
- 2番乗り場 (群馬バス)
  - 渋川伊香保線 : 伊香保温泉 - 水沢 - 上野原 - 渋川駅
  - 榛名湖温泉線 : 伊香保バスターミナル - 石段街口 - ヤセオネ峠 - 榛名湖 - 榛名湖温泉ゆうすげ
  - 水沢シャトルバス : 伊香保温泉 - 水沢 - 上野原
- 3番乗り場 (伊香保タウンバス)
  - 1号線 (日本中央交通)
  - 2号線 (日本中央交通)
  - 3号線 (関越交通)
  - 4号線 (群馬バス)
- 4番乗り場 (予備)